# Древоточец осиновый
Древоточец осиновый (лат. Acossus terebra) — ночная бабочка семейства древоточцев.

## Описание
Размах крыльев самца 55—58 мм, самки 65—80 мм. Передние крылья тёмно-серого цвета у основания, с беловато-серым внешним полем, имеют рисунок из многочисленных тонких извилистых поперечных черных
штрихов и более или менее цельных темных поперечных линий, особенно хорошо заметных на внешнем поле. Задние крылья дымчато-серого цвета, с неясным сетчатым рисунком вдоль их наружного края. Патагии серые, одного цвета со спинкой. Усики у обоих полов двоякогребенчатые, но у самца гребни являются узкими, длинными, палочковидными, у самок — имеют вид коротких клиновидных отростков.

## Ареал
Юг и юго-восток европейской части России, Кавказ, Западная и Восточная Сибирь, Дальний Восток (Амурская область, Хабаровский и Приморский край); Средняя Европа, Южная Скандинавия, Крым, Украина (в Полесье, Лесостепи), Прибалтика, Малая Азия и Израиль, Северо-Восточный Китай.

## Биология
Генерация, вероятно двухгодичная. Время лёта: в июне—июле. Бабочки активны вечером и ночью.
Самка откладывает яйца поштучно: по 1—2, реже 3—5 штук в трещины и различные поврежденные места коры. Плодовитость одной самки достигает до 500 яиц. Яйцо длиной 1,5 мм и 1 мм в диаметре. Его форма овальная. Окраска грязно-жёлтого цвета. Поверхность с ячеистой структурой. Стадия яйца длится около 14—16 дней.
Гусеница к концу своего развития достигает длины 75—80 мм. Она толстая, мясистая, желтовато-кремоватого цвета с грязноватым оттенком. Голова несколько уплощенная, темно-бурого цвета, с мощными чёрными мандибулами. У молодых гусениц верхняя сторона тела ярко-красная либо розовая, затем в она приобретает бледно-розовую окраску, а в последних возрастах гусеницы становятся желтовато-кремовыми. Молодые гусеницы отрождаются во второй половине июля. Гусеницы — ксилофаги. Первый месяц живут под корой, питаясь верхними слоями древесины, затем углубляются внутрь ствола. Гусеница проделывает в древесине ход общей длиной до 60—80 см, нанося повреждения деревьям. Ходы располагаются как вдоль, так и поперек стволов. В сечении они имеют форму овала размерами 1x4 см. Гусеница очищают ход от опилок через специально прогрызенное отверстие в коре. Окукливаются внутри стволов в специальной колыбельке в конце хода. Кормовые растения гусениц — тополя и осина. Гусеницы заселяют нижнюю часть стволов на протяжении 1,5—2 м, а на толстых деревьях — 3 м.
Куколка длиной 40—45 мм, тёмно-бурого цвета, с желтоватым брюшком. Стадия куколки длится 17—18 дней.

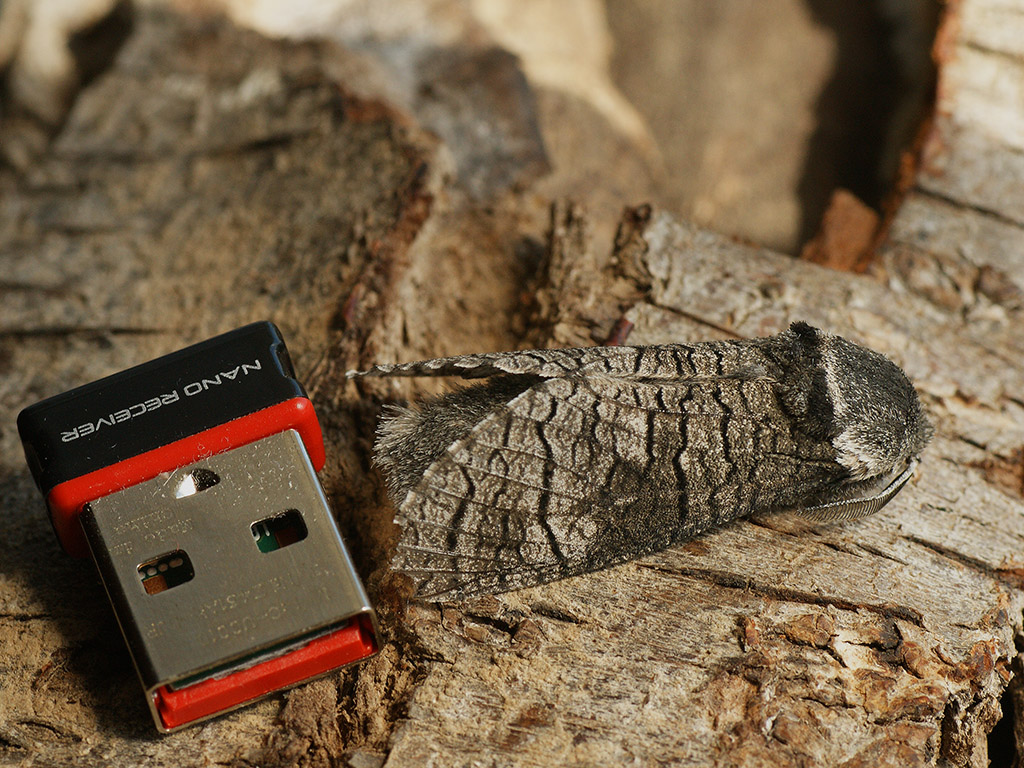
Сравнение с USB-коннектором